# Psyché (Falla)
Psyché és una composició de Manuel de Falla sobre un poema de Jean-Aubry, creada durant la residència del compositor a Granada i estrenada al Palau de la Música Catalana de Barcelona el 9 de febrer de 1925. El músic trasllada l'escena mitològica present en el poema original a l'àmbit del Peinador de la Reina a l'Alhambra, situant l'acció a principis del segle xviii.
Recordant que Felip V i la seva dona Isabel de Farnese van viure cap a 1730 al Palau de l'Alhambra, Falla va imaginar, al compondre aquesta Psyché, un petit concert de la cort en aquest Tocador de la Reina que, situat en una alta torre, descobreix un panorama veritablement esplèndid.
En el seu origen, el mite de Psyché i Cupido no és sinó una narració folklòrica d'un matrimoni prohibit, història assimilada a poc a poc pels homes cultes interessats en les seves àmplies possibilitats simbòliques i al·legòriques. L'origen del mite degué estar relacionat amb importants qüestions, com ara el tabú social o les condicions arquetípiques de la psique.
L'obra està escrita per a veu, flauta, arpa, violí, viola i violoncel. La introducció amb flauta i arpa (així com la lletra) dona a Psyché una atmosfera francesa, però el ritme lent de sarabanda li dona un toc cerimonial espanyol.
Psyché!

La lampe est morte; éveille toi.

Le jour te considère avec de yeux 

noyes d'amour,

et le désir nouveau de te servir 

encore.

Le miroir, condifent de ton visage 

en pleurs,

reflète ce matin, lac pour parmi 

des fleurs,

un ciel laiteux ainsi qu'une

éternelle aurore.

Midi s'approche et danse, ivre sur 

ses pieds d'or.

Tends lui les bras, sèche tes pleurs

Dans un essor abandonne, Psyché,

la langueur de ta couche.

L'oiseau chant au sommet de

l'arbre:

Le soleil sourit d'aise envoyant

l'universel eveil,

et le Printemps s'etire une rose

a la bouche.